# Saint-Pavace
Saint-Pavace è un comune francese di 1 912 abitanti situato nel dipartimento della Sarthe nella regione dei Paesi della Loira.

## Società

### Evoluzione demografica
Abitanti censiti